# 부경고등학교
부경고등학교(釜慶高等學校)는 대한민국 부산광역시 서구 서대신동3가에 있는 공립 고등학교이다.

## 학교 연혁
- 1906년 4월 10일 : 부산상업학교로 개교(현재 보수초등학교 자리)
- 1922년 3월 31일 : 부산제일공립상업학교로 교명 변경(한국 학생 입학 허가)
- 1927년 12월 14일 : 현 본관 준공 이전
- 1945년 8월 15일 : 미군 진주 후 군인병원으로 사용
- 1945년 11월 14일 : 부산제일공립상업중학교로 교명 변경(현재 동신초등학교 자리)
- 1946년 9월 1일 : 서대신동 3가 현재 위치로 이전
- 1947년 4월 1일 : 경남공립상업중학교로 교명 변경
- 1949년 6월 15일 : 제1회 졸업식(6년제, 92명)
- 1951년 9월 1일 : 고등학교(부산제일상업고등학교)와 중학교(대신중학교) 분리
- 1953년 12월 8일 : 경남상업고등학교로 교명 변경
- 1993년 7월 3일 : 구덕관(강당) 준공
- 2004년 9월 1일 : 일반계 고등학교로 전환 확정, 부경고등학교로 교명 변경
- 2007년 4월 7일 : 사자관(기숙사) 3,4층 증축 및 인조 잔디 운동장 준공
- 2012년 5월 3일 : 선진형 교과교실제 운영학교 지정
- 2014년 7월 15일 : 인조 잔디 운동장 개장식
- 2016년 3월 1일 : 자율학교(교육감지정-혁신학교) 지정
- 2024년 2월 8일 : 제76회 졸업식(졸업생 139명, 누계 31,683명)
- 2024년 3월 1일 : 다행복학교(자율학교) 운영 지정기간 연장(재재지정)(2024.3~2026.2)
- 2024년 3월 4일 : 제79회 신입생 입학(149명)

## 참고 자료
- 부경고등학교 - 한국교육학술정보원 학교알리미